# Christoph Karl Friedrich von Bardeleben
Christoph Karl Friedrich von Bardeleben (* 23. September 1727 in Zielenzig; † 25. September 1798 auf Rothsürben) war ein preußischer Generalmajor und Chef des 2. Artillerieregiments.

## Leben

### Herkunft
Seine Eltern waren Hans Christoph von Bardeleben (1687–1731), Herr auf Selchow und Kapitän bei der Weißen Grenadiergarde, und dessen Ehefrau Luise Elise, geborene von Bredow (1698–1762). Sie war eine Tochter des Generalmajors Kuno Ernst von Bredow.

### Militärkarriere
Bardeleben kam am 11. Mai 1743 als Kadett nach Berlin und wurde am 17. Dezember 1748 Bombardier bei der Artillerie der Preußischen Armee. Am 27. Mai 1751 wurde er Sekondeleutnant im I. Bataillon. Während des Siebenjährigen Krieges nahm er an den Schlachten von Lobositz, Prag, Torgau sowie den Belagerungen von Olmütz und Schweidnitz teil. In der Zwischenzeit hatte man Bardeleben am 23. September 1758 zum Premierleutnant und am 27. Dezember 1761 zum Kapitän befördert sowie zum Kompaniechef ernannt.
Nach dem Krieg wurde er am 17. September 1772 Major und nahm 1778/79 am Bayerischen Erbfolgekrieg teil. Dann am 1. Januar 1785 folgte seine Ernennung zum Kommandeur des 3. Artillerieregiments und einen Tag später die Beförderung zum Oberstleutnant. Am 6. Juni 1786 wurde er bereits Oberst und am 2. August 1787 Chef des 2. Artillerieregiments. Am 11. August 1790 wurde er dann auch zum Generalmajor befördert. Da Bardeleben bei der Verteilung der Munitionstransporte nachlässig war, verurteilte ihn ein Kriegsgericht am 9. September 1794 zu einem vierwöchigen Arrest. Am 28. Dezember 1794 erhielt er seine Demission mit einer Pension von 1000 Talern. Er starb am 25. September 1798 auf Rothsürben im Kreis Breslau.

### Familie
Bardeleben war zweimal verheiratet. Er heiratete 1763 Dorothea Henriette Leopoldine von Krosigk (1734–1777), die nach ihrem Tod auf dem alten Garnisonsfriedhof in Berlin beigesetzt wurde. Das Paar hatte folgende Kinder:
- Karoline Luise Leopoldine (1764–1766)
- Friedrich Wilhelm (1765–1773)
- Karl Friedrich Heinrich Leopold (1766–1820), preußischer Hauptmann a. D.
- Henriette Christiane Ehrengard Emilie (1769–1844) ⚭ Friedrich Erhard von Röder (1768–1834), preußischer General der Kavallerie
- Wilhelmine (1770–1801) ⚭ Karl Pfendner von Merkatz (1759–1823), preußischer Generalmajor

Am 6. Juni 1779 heiratete er Dorothea Sophie Christina von Randow (1733–1792). Diese Ehe blieb kinderlos.